# Saint-Berthevin
Saint-Berthevin è un comune francese di 7 346 abitanti situato nel dipartimento della Mayenne nella regione dei Paesi della Loira.

## Società

### Evoluzione demografica
Abitanti censiti

## Amministrazione

### Gemellaggi
- Wehingen, Germania
- Minehead, Regno Unito
- Caslino d'Erba, Italia
- Ceutì, Spagna